# 노부나가의 야망 천상기
《노부나가의 야망 천상기》(일본어: 信長の野望・天翔記)는 1994년 코에이에서 PC-9801판이 발매된 역사 시뮬레이션 게임 노부나가의 야망 시리즈의 여섯 번째 작품이다. 타이틀 천상기를 天翔紀라 쓰는 것은 오기다.
그 후, PC에서는 DOS/V, FM TOWNS, 윈도우, 매킨토시, 가정용 게임기에서는 슈퍼 패미컴, 플레이스테이션, 세가 새턴, PSP과 휴대전화로 이식되었다. 슈퍼 패미컴판에는 용량의 한계로, 내용이 대폭적으로 수정되었다.
간노 요코가 음악을 다룬 최후의 노부나가의 야망 시리즈이기도 하다. 노부나가의 야망 시리즈에서는 PC-98로 판매된 최종작으로, 이후는 Windows로 이행했다. 나아가 PC-98판에서는 BGM으로서 내장 음원과 CD-DA 음원을 선택할 수 있다. CD-DA 음원은 오케스트라 연주이지만, CD의 최대 수록 시간의 한계인지 내장 음원에 비해 곡수가 대폭 감소되어 있다. 또 이 PC-98판이 베이스가 된 DOS/V판, Win 3.1판, Win 95판도 똑같이 곡수가 감소되어 있다.
그리고 Windows판은 코에이 정번 시리즈판도 포함하고, Windows 2000에서는 통상으로는 인스톨 할 수 없다. 하지만 비정규 수단으로 인스톨 및 플레이는 가능하다. Win판에 대해서는 2005년 9월 29일에 《장성록》과의 트윈 캠패인판도 발매되어 있다.
2000년 2월에는 대한민국에서도 PC판이 발매되었다.

## 내용

### 개요
센고쿠 다이묘를 선택하여, 모든 성을 함락시키는 전국통일을 목표로 하는 게임이다. 전작 《패왕전》과 달리 본성과 지성의 개념은 없지만, 성의 수는 214개로 비약적으로 늘어났다(슈퍼 패미컴판은 120개). 전작까지는 달마다 턴이 돌아왔지만, 본작에서는 1년을 봄, 여름, 가을, 겨울의 4분기로 나누고, 3개월 마다 턴이 진행되게 되었다. 전작에 있던 종속 동맹과 우위 동맹의 시스템은 사라지고, 본작에서는 다른 다이묘 가문은 종속시킨 시점부터 자신의 배하가 된다. 본작에서는, 통일의 수단은 무력 통일, 즉 전국의 모든 성을 지배하에 두는 것으로만 가능하다. 《패왕전》 및 《장성록》 이후에서는 가능한 동맹 통일, 즉 세이이타이쇼군이 되어 다른 다이묘 모두와 동맹을 맺는(작품에 따라서는 다른 다이묘 모두를 종속시키는) 것에 따른 통일은 가능하지 않다. 즉 《무장풍운록》 이전의 시리즈로 회귀한 것이라고 할 수 있다.
역사 이벤트가 보다 충실한 작품이기도 하다. '오케하자마 전투'나 '혼노지의 변', 그리고 하시바 히데요시와 관련된 이벤트인 '주머니 속의 짚신(懐中の草履)'도 수록되어 있다.
또 전작까지에서는 특정 다이묘에게는 내정 시, 전쟁 시 각각의 전용 음악이 준비되었지만, 본작에서는 내정 시의 음악은 다이묘 거성이 있는 지방에 따라 흐르게 되었다. 다만 오다 노부나가로 플레이할 때에 아즈치성을 거성으로 할 경우에만 전용 BGM이 있다. 전쟁 시에는 노부나가 및 명장으로 설정된 무장 각각에게는 전용 음악이 준비되어 있다.
본작에서 시나리오에 따른 무장의 줄임이 기본적으로 없어졌다. 구체적으로 전작까지는 초기의 시나리오에서 후반의 연대에 등장하는 인물을 골라내서, 데이터의 양을 절약했다. 예로 《패왕전》의 경우, 미야모토 무사시는 1551년, 1568년의 시나리오에서는 등장하지 않고, 1582년의 시나리오에서 처음으로 등장하는 것을 들 수 있다. 그러나 본작에서는 기본적으로 어떤 시나리오로 시작해도 정해진 연대에 성인이 되어 등장하게 되었다. 가장 이른 1534년의 시나리오로 시작할 경우, 게임에 등장하는 모든 무장이 출현한다. 다만, 도키 요리노리(土岐頼芸) 등은 1534년의 시나리오에 등장 후, 1560년, 1570년의 시나리오에서 '사망'한 것으로 취급되지만, 1582년에 다시 등장하는 예도 조금 있다.
PC-98에서 Windows 3.1, 그러고는 Windows 95에의 이행기의 작품이기 때문에, Windows판과 매킨토시판에서도 배경을 제외하고 PC-98의 표준인 16색으로 표시되는 등, 그래픽 적으로는 화려함이 부족한 점도 확실히 있지만, Win판에 대해서는 게임을 확장하는 비공식 툴 등이 팬 사이에서 개발되었다.

### 변경된 시스템
전작까지의 시스템에서 변경된 점은, 전작의 논공행상은 대폭 간락화되고, 지행제(知行制)는 일단 자취를 감추고, 내정과 전투에 따라 증가하는 훈공에 의해 신분이 아시가루 대장(足軽頭), 사무라이 대장(侍大将), 부장(部将), 가로(家老), 숙로(宿老)로 올라감에 따라 최대 병사 수도 결정되게 되었다. 또, 본작에서 다이묘 가문을 멸망시켜도 다이묘가 멋대로 할복하는 일은 없다. 참수할 것인지 놓아줄 것인지를 선택하는 것은 가능하고, 놓아줄 경우는 다이묘는 낭인이 된다. 또 본작에서는 타국 정보는 닌자 등을 사용하지 않아도 자유롭게 열람할 수 있다. 그리고 전작에서는 다이묘 가문의 지배하에는 있지만 무장이 한 명도 배치되지 않은 성을 공격할 때는 자동적으로 공격 측이 승리하게 되었지만, 본작에서는 혼마루까지 도착하지 않으면 낙성시킬 수 없게 되었다. 이후의 작품에서도 무인의 성에 쳐들어간 경우에 자동적으로 낙성되는 일은 없어졌다.
또한 수정된 개념으로써 행동력이 있다. 행동력은, 각각의 군단(군단제에 대해서는 후술)의 군단장(다이묘 가문의 당주를 포함)에게 매 턴 주어지고, 그 범위 내에서 내정이나 군사, 전쟁이라고 하는 커맨드를 실행한다. 《무장풍운록》 이전과의 차이점은 매 턴의 행동력의 회복 방법이다. 이전의 작품에서는 다이묘의 정치력에 좌우되었지만, 본작에서는 다이묘(혹은 군단장)의 매 턴에 회복하는 행동력의 산출 방법이 (정치 + 전투 + 지모) ÷ 6 + (야망 ÷ 2)로, 특히 야망이 차지하는 비율이 커지게 되었다. 그 때문에 야망치가 높은 무장은 매 턴 받는 행동력이 높고, 군단장에 적격인 반면, 독립할 확률이 높다. 행동 포인트의 부족은 초반에는 세력 규모가 작기 때문에 불편함은 없지만, 세력을 확대한 중반 이후는, 작업량도 늘어나 행동력 부족이 현저해지기 때문에, 새롭게 편성한 군단에 후방 수비를 위임하게 되기도 한다.

### 전쟁에 대해서
전체적으로 컴퓨터가 호전적이며(파워업키트판에서는 컴퓨터의 알고리즘을 이지적으로 하는 일도 가능하다), 한 번의 전쟁에서 최대 9성이 전장이 된다. 전장이 되는 범위가 넓다. 자신의 성이 전쟁에 말려드는 일도 많고, 그 경우에는 「공격 측에 붙는다(攻撃側に付く)」, 「수비 측에 붙는다(守備側に付く)」, 「중립의 입장을 취한다(中立の立場を取る)」, 「부전의 입장을 취한다(不戦の立場を取る)」 중에서 어느 쪽이든 선택을 해야 한다. 단, 동맹 관계에 따라서는 선택할 수 없는 선택지도 있다. 약소 다이묘 사이에서 약한 다이묘에게 대항하는 것도, 처음은 중립의 입장을 취하다가, 대세가 결정될 무렵에 이긴 쪽에 붙는 것도, 기회를 엿보는 전술을 취하는 것도 가능하다.
이에 따라 세력의 급격한 확대나 쇠퇴가 일어나기 쉽고, 코에이로서는 드문, 어느 정도 세력의 다이묘로도 방심하면 멸망하게 된다. 한 번의 전쟁만으로 두 다이묘 이상이 멸망하기도 한다. 게다가 '시스템이 심플하기 때문에 컴퓨터가 강하다'라는 것은 다른 컴퓨터가 강하다고 여겨지는 코에이의 작품에도 공통되는 특징이다.
한방향의 적에게 대비하는 것으로도 괜찮은 무쓰·에조나 규슈, 특히 대포나 철갑선을 입수 가능한 규슈의 다이묘는 유리하고, 협공당하기 쉬운 기나이·쥬부의 불리함이 전작에서보다 확대되었다.
이 외에, 혼간지 가는 기나이에 성이 분산되어 있어, 일견 불리한 것 같지만 이하의 이유(특히 2번과 4번)에 따라 매우 만만치 않게 되었다. 특히 '노부나가 포위망' 시나리오에서는, 자주 오다 가를 압도하는 세력이 된다.
1. 잇코슈(一向宗)가 존재하는 성을 지배하는 우호도가 20 미만(COM이 담당할 때는 40 미만)의 다이묘에게, 잇코잇키를 발동할 수 있다. 잇키는 주변의 성을 끌어들이기도 한다.
2. 게임 시작 때부터 철포를 대량으로 소유하고 있다.
3. 다이묘의 일문중(一門衆)은 다른 무장보다 배반하기 어렵지만, 특히 혼간지의 일문은 절대 배반하지 않는다.
4. 일문 이외의 무장도, 다른 세력으로 배반하기 어렵다. 이 게임은 내응이 성공하기 쉽고, 일부의 의리가 두터운 무장을 별개로 하면 충성도 100으로도 내응을 실행시킬 수 있다. 그러나 혼가지 가에 사관한 상태라면, 비록 의리가 최저인 마쓰나가 히사히데도 충성도도 90 미만으로 내려가지 않으면 내응의 실행은 백지화된다.

그러나 난부 가, 오토모 가, 호소카와 가, 오우치 가 등의 특정한 다이묘가, 실제로도 적당한 힘은 있었지만, 그 이상으로 세력을 확대하는 케이스가 많다. 대개 호전적인 다이묘가 강한 경향을 띈다. 호죠 가, 다케다 가 등은 거의 전쟁을 일으키지 않은 당주가 많기 때문에, 전술한 다이묘 가문에 제압되기 쉽다. 시마즈 가에도 같은 경향이 있지만, 게임의 사양 상 배후에 다이묘가 없는 위치에 있기 때문에 경우에 따라서는 세력을 늘리기도 한다.

### 군단제
전작까지에서는 일국 일국을 위임하는 것이 가능했지만, 본작에서는 성 마다의 위임은 가능하지 않게 되었다. 그 대신에 전국을 통일하기 위해서 크게 작용하는 것이 군단에 의한 지배이다. 군단을 편성하지 않는 한 전국 통일은 어렵고, 군단장 인선이 포인트가 되었다. 아무리 우수해도, 마쓰나가 히사히데나 다케다 신겐처럼 야심이 높고, 의리가 없는 것으로 설정된 무장은 모반을 일으키기 쉽다. 그러나 '야망'이 낮으면 행동력이 회복되기 어려워 운영에 지장을 준다. 세력이 확대되어 다수의 성을 지배하는 단계에서는 군단 편성이 불가피하여, 배하 군단에의 지시가 영국(領国)을 크게 좌우한다.

### 교육 시스템
본작에서의 능력치는 특수하여, 정재(政才), 전재(戦才), 지재(智才), 매력, 야망, 상성, 수명, 용맹, 의리, 독립이 있다(숨은 능력치 포함). 또 '정재', '전재', '지재'의 최대치는 다른 시리즈 작품과 달리(가보에 의한 보정이 없는 경우) 200, '매력', '야망'은 최대 100, '의리'는 최대 15이다. 정득(政得), 전득(戦得), 지득(智得)이라고 하는 습득도도 A에서 C까지로 설정되어 있다. 본작에서는 어느 무장도 등장한 지 얼마 안 된 무렵은 정치·전투·지모의 능력은 낮고, 내정이나 전쟁, 그리고 교육에 의해 상승한다. 그래서 정치·전투·지모의 상한치가 각각 '정재', '전재', '지재', 성장하기 쉬움이 '정득', '전득', '지득'이다. 내정·외교·전투의 적성을 판별하여 적재적소에 배치하는 것이 중요하다.
한편 '매력'은 교섭 시, '야망'은 교육 등 능력 성장이나 군단장 임명 시의 행동력 증가에 영향이 있고, 양쪽 다 평생 상승하는 것은 아니다. 또 '의리'가 낮은 무장을 군단장으로 임명할 경우에 내응이나 독립을 할 가능성이 높다.
본작의 교육 시스템에 의해 비교적 무명인 무장으로도 길러내서 활약시키는 것도 가능하지만, 그 성장폭이 너무 크면, 동시 등장 무장 수의 제한(500명)이 엄격해지는 것에 따른 문제도 발생한다. 센고쿠 후기의 무장은 본래 등장 연대를 지나서도 등장이 차례로 뒤로 미루어지는 일이 있는 것은 시리즈에서 공통되는 특징이지만, 본작의 경우 무장 수가 매우 많고, 본래 무장이 많은 1570년 ~ 1580년경이라면, 10년 이상 늦어지는 경우도 있다(단명한 무장은, 성년이 된 직후에 수명이 다하는 경우조차 있다. 또 본작보다 무장 수가 많은 《람세기》, 《창천록》에서는 제한이 완화되었다). 그 때문에 센고쿠 후기(아즈치모모야마 시대 및 에도 시대 초기도 포함)의 무장은 상당히 등장하지 못하고, 겨우 등장해도 잠재능력이 있는 무장조차, 전장에서는 전투력이 다 오른 역전의 무장에 의해 화면 위에서 금세 사라지게 되는 경우도 적지 않다.
또 본작에서는 AI(인공지능)를 채용해, 배하 무장이 커맨드를 주는 것에 의해 자동적으로 플레이어의 전략 사고 알고리즘을 학습한다. 그리고 PC판 만이지만 한 계절에 1번 각 무장의 회견이 가능하여, 알고리즘의 학습 상태를 보거나, 장려·지도·질타를 통해 손볼 수도 있다. 장려하면 충성도는 약간 오르고, 질타하면 약간 내려간다. 지도를 행할 경우는 총성도는 변화하지 않지만, 무엇을 행해야 할 것인지 가르칠 필요가 있다. 또, 다른 가문의 무장에게도 회견이 가능하여, 알고리즘에는 관계없이 세간의 이야기 등이 가능하다. 그러나 우호도가 낮은 다른 가문과는 어울릴 수 없다. 그리고 콘솔판에서는 「회견」 커맨드는 삭제되었다.

### 적성·기능의 도입
본작부터 무장에게 병과 적성 및 기능이 설정되었다. 이에 따라 각 무장이 보다 개성적으로 변했다.
병과 적성은 아시가루(足軽), 기마, 철포, 수군에 대해서 각각 S 및 A부터 E까지로 설정되었다. 이에 따라 예를 들면 구키 요시타카의 '육지에 오른 캇파(陸に揚がった河童)'와 같은 모습이 표현되었다.
아시가루
일제 공격이 가능하다. 다만 이동하고 나서의 일제 공격은 가능하지 않다. 공성전에서는 성벽·굴에의 침입이 가능하다.
기마
이동하고 나서 돌격이 가능하다. 야전에서는 매우 높은 기동력을 자랑하지만 공성전에서는 그 기동력은 사라진다.
철포
철포에 의한 간접 공격이 가능하다. 철포 적성에 따라서 공격력이 높아지거나 사정거리가 늘어난다. 혼마루·야구라에 진을 치면 한층 더 사정거리가 늘어나고, 날씨의 영향을 받지 않는다. 다만 이동하고 나서의 철포 공격은 불가능하다. 공성전에서는 아시가루 부대보다 성공률이 떨어지지만 성벽·굴에의 침입이 가능하다. 야전과 공성전 모두 눈이나 비가 올 때, 그리고 공성전에서 굴에 있는 경우는 포격을 할 수 없다.
수군
해전에서 강하다. 수군 능력이 높으면 일격에 상대 부대를 소멸시킬 수 있다.
기능에는 다음과 같은 종류가 있다.
도발
전쟁 때는 적을 도발해 혼란시키고, 몇 턴 동안 조작하지 못하게 만든다. 상대가 먼 곳에 있어도 가능하며 지모가 높으면 범위가 넓어진다. 혼마루에 있는 상대를 도발한 후 혼마루를 점거하면 피해를 최소한으로 줄이며 영토 확대도 가능하다. 펑시에도 「전투 유발(合戦誘発)」이 사용 가능하다.
화공(焼討)
전쟁 시는 화공이 가능하게 된다. 평시에도 다른 세력의 성 방어도를 내리는 「화공(焼き討ち)」이 가능하게 된다.
변설(弁舌)
전쟁 시는 고무(鼓舞)를 걸 때에 주변의 부대 모두 사기가 올라간다. 평시에는 물자의 매매나 조략(調略)·외교에 유리하게 된다.
유언(流言)
전쟁 시는 인접한 적을 혼란시키고, 몇 턴 동안 조작하지 못하게 만든다. 보기 드물게 대혼란이 되기도 한다(아군과 적군 가리지 않고 공격). 평시에는 다른 세력의 가신의 충성도를 내리는 「유언비어(流言飛語)」를 사용할 수 있다.
선동
전쟁 시는 선동이 1부대에 1회에 한해 사용 가능하다. 어떤 결과가 일어날지 모른다. 평시에는 다른 세력 하의 성의 민충(民忠)을 내리는 「잇키 선동(一揆煽動)」이 사용 가능하다.
유출(流出)
전쟁 시는 아시가루 부대일 때에 그 전쟁에 한해 1번 만이지만, 임시 징병이 가능하다. 평시에는 다른 세력 하의 성의 백성을 자신의 세력 하의 성으로 끌어들이는 「주민유출(住民流出)」이 사용 가능하다.
암살
전쟁 시에도 평시에도 무장의 암살이 가능하다. 전쟁 시는 한 부대에 대해 「암살」이 성공한 경우 그 전쟁에서는 「암살」을 사용할 수 없지만, 농성하면 한 번 더 1부대 암살이 가능하고, 전멸시킨 후도 다시 1부대 암살이 가능하여, 선동, 유출로도 적용되고 있다. 단, 암살 가능 회수는 1회 밖에 증가하지 않는다.
일갈
전쟁 시에 인접한 적·아군 모두를 1칸 뒤로 밀어낸다. 성곽을 뛰어 넘게 하는 것도 가능하다. 평시에는 훈련할 때, 더 좋은 효과를 내게 한다. 또 조략 시에 상대와의 상성이 나쁘면 마이너스 보정이 이뤄진다.
기철(騎鉄)
숨은 기능으로, 기마 철포 부대를 만들 수 있게 된다. 다테 마사무네 등이 소유하고 있다. 후술하는 파워업키트판에서는 교육에 의해 습득도 가능하다.
특기의 도입으로 모리 모토나리나 마쓰나가 히사히데, 사이토 도산 등의 지모가 높고 「암살」, 「유언」 등을 가진 무장의 위협이, 전투력 200으로 모든 무장 중 최대를 자랑하는 우에스기 겐신과 나란히, 오히려 그 이상으로 현저하게 되었다.
이것들을 활용하는 것에 의해 형세를 한번에 역전시키는 것도 가능하다. 특히 암살이나 내응(그 이상으로는 특기는 아니지만 철갑선도)은 지나치게 강력하기 때문에, '결박(縛り)', 즉 스스로 사용 금지시켜 플레이하는 사람도 있다.

## 직업
직업도 일부의 무장에게 설정되어 있어, 전략에 큰 영향을 준다.
닌자
아시가루 부대를 이끌 경우, 일반적인 무장보다 강하고, 성벽을 넘기 쉽다. 또 조략의 성공률이 높다.
승려
이시야마 혼간지 등 잇코슈의 무장에게서 많이 보인다. 효과는 강의하는 투로 대사가 바뀌는 것 외, 피로(披露)의 문답에서 지모의 보정이 이뤄진다.
검호
조략 암살에 크게 영향을 끼친다. 강의하는 투로 대사가 바뀌기도 한다. 피로의 어전시합에서 전투에 보정이 이뤄진다.
다인
피로의 다회에서 정치에 보정이 이뤄진다. 또 내정 커맨드, 군사 커맨드 실행 후의 대사가 "…의 후에 마시는 차는 또 각별(…の後に飲む茶はまた格別)"이라고 나온다.

## 시나리오와 파워업키트
수록되어 있는 시나리오는 기종에 따라 다르지만, 기본적으로는 이하와 같다.
- 시나리오 1 - 1534년 노부나가 탄생(信長誕生)
- 시나리오 2 - 1560년 오케하자마 전투(桶狭間の戦い)
- 시나리오 3 - 1571년 노부나가 포위망(信長包囲網)
- 시나리오 4 - 1582년 혼노지의 변(本能寺の変)

이상은 슈퍼 패미컴(SFC)판 이외의 모든 기종에서도 공통적으로 수록되어 있는 시나리오이다. 다만, '혼노지의 변'은 통상판에서는 숨은 시나리오이며, 다이묘 선택 화면에서 6번 캔슬하면 시나리오가 추가된다. 파워업키트판에서는, '혼노지의 변'을 처음부터 선택할 수 있고, 그 외에도 PC판에서는 이하의 시나리오가 추가되었다. 세키가하라를 테마로 한 시나리오는 시리즈에서 처음으로, 다이묘 가문은 도요토미 히데요리와 도쿠가와 이에야스의 2강에 집약되어 있다.
- 시나리오 5 - 1546년 노부나가 등장(信長元服)
- 시나리오 6 - 1599년 세키가하라 전야(関ヶ原前夜)

SFC판에서는 다른 기종보다 시나리오는 적으며, 다음과 같이 구성되어 있다.
- 시나리오 1 - 1547년 노부나가 초진(信長初陣)
- 시나리오 2 - 1571년 노부나가 포위망

'노부나가 탄생' 시나리오는 노부나가의 아버지 오다 노부히데를 시작으로 노부나가의 1세대 전의 무장들이 등장하는 시나리오이며, 전작 《패왕전》의 파워업키트(PK)에서는 수록되어 있었지만, 통상판에서는 처음으로 수록되었다.
또 본작의 PK에서는 무장이 300명 추가되었고, 도쿠가와 이에미쓰나 하야시 라잔, 도쿠가와 미쓰쿠니 등 노부나가가 죽은 뒤에 태어난 인물도 등장한다. PK에 등장하는 나베시마 미쓰시게는, 모든 시리즈를 통틀어 가장 늦게(1632년생) 등장한다. 또 본작의 통상판에서는 무장은 전사하지 않지만, PK에서는 전사하게끔 설정도 할 수 있다. 그것 이외에도 혼노지의 변 발생을 제한하는 것이나, 성의 이름이나 가문(家紋)의 변경도 가능하게 되었다. 역사 이벤트도 다수 추가되었고, Windows판에 한해 몇 개의 이벤트가 더 추가되었다.
PK는 PC판 외에, 플레이스테이션(PS)판과 새턴(SS)판으로도 발매되었다. 다만, 추가된 무장은 PC판보다 적다.
PS판의 PK에서는, 다케다 신겐이 상락에 성공하고 미카와·오와리·미노·오미 등을 병합한 한편, 오다 노부나가가 이세 일국, 맹우인 도쿠가와 이에야스가 도토미 일국을 영유하는 소 다이묘로 몰락해 있는 설정의, 시리즈 처음으로 등장하는 가상 시나리오 신겐 상락(信玄上洛)이 등장했다.

## 슈퍼 패미컴판
슈퍼 패미컴판은 다른 기종과 상당한 사양의 차이가 있다.
- 시나리오는 '노부나가 초진', '노부나가 포위망'의 2편이 있다.
- 성이 대폭 줄었기 때문에 쇼군 취임 이벤트의 조건이 80개의 성을 영유하는 것으로 바뀌었다.
- 오우치, 호소카와가 약체화되어 조금은 균형이 맞춰졌다.
- 몇몇 무장·다이묘가 삭제되었다.
- 란쟈타이(蘭奢待)를 받을 수 있는 등, 역사 이벤트는 파워업키트판에 준하여 추가되었다.
- 커맨드 면에서는 능력치와 훈공이 올라가기 쉽다. 또 회견이 없어졌다.
- 교육으로 기철을 배울 수 있다. 이것도 파워업키트판과 같다.
- 6인 1조의 연대(連隊)로 행동하고, 자신 이외는 모두 위임 상태이다. 싸우게 되면 진형을 결정하여 행동한다.